# Pecki
Pecki falu Horvátországban, Sziszek-Monoszló megyében. Közigazgatásilag Petrinyához tartozik.

## Fekvése
Sziszek városától légvonalban 15, közúton 25 km-re délnyugatra, községközpontjától légvonalban 7, közúton 10 km-re délre a Báni végvidék középső részén, az Utinja jobb partján, Gornja Bačuga és Lušćani között fekszik.

## Története
E területet 1211-ben II. András király a topuszkai cisztercitáknak adományozta. 1499-ben a Frangepánok adományából lett a zágrábi káptalané. Pecki ma is látható várát 1551-ben Klinac és Csuntics váraival egyidejűleg építtette a káptalan az Utinja-patak feletti magaslatra. Miután megerősítését nem tartották kifizetődőnek a fokozódó török támadások nyomán 1563-ban Lenkovics Iván főkapitány lerombolását javasolta. A török 1575-ben foglalta el a várat, melynek őrsége részben elmenekült, részben fogságba esett.
1683 és 1699 között a felszabadító harcokban a keresztény seregek kiűzték a térségből a törököt és a török határ az Una folyóhoz került vissza. 1697 körül a török uralom alatt maradt Boszniából és a Banovina más részeiről előbb horvát katolikus, majd a 18. században több hullámban Közép-Boszniából, főként a Kozara-hegység területéről és a Sana-medencéből pravoszláv szerb családok települtek le itt. Az újonnan érkezettek szabadságjogokat kaptak, de ennek fejében határőr szolgálattal tartoztak. El kellett látniuk a várak, őrhelyek őrzését és részt kellett venniük a hadjáratokban. 1696-ban a szábor a bánt tette meg a Kulpa és az Una közötti határvédő erők parancsnokává, melyet hosszas huzavona után 1704-ben a bécsi udvar is elfogadott. Ezzel létrejött a Báni végvidék (horvátul Banovina), mely katonai határőrvidék része lett. 1745-ben megalakult a Petrinya központú második báni ezred, melynek fennhatósága alá ez a vidék is tartozott.
A katonai határőrvidék megszűnése után Zágráb vármegye Petrinyai járásának része volt. 1857-ben 409, 1910-ben 523 lakosa volt. A 20. század első éveiben a kilátástalan gazdasági helyzet miatt sokan vándoroltak ki a tengerentúlra. 1918-ban az új szerb-horvát-szlovén állam, majd később Jugoszlávia része lett. A második világháború idején a Független Horvát Állam része volt. A háború után a béke időszaka köszöntött a településre. Enyhült a szegénység és sok ember talált munkát a közeli városokban. A délszláv háború előestéjén lakosságának 70%-a horvát, 27%-a szerb nemzetiségű volt. A falu 1991. június 25-én a független Horvátország része lett, de szerb lakossága a Krajinai Szerb Köztársasághoz csatlakozott. 1991. augusztus 16-án a szerb szabadcsapatok vérfürdőt rendeztek a település horvát lakosai között, akik előzőleg ugyan elmenekültek, de néhányan közülük visszatértek, hogy élelmet keressenek. Közülük négyet elfogtak és miután lőfegyverrel megsebesítették bajonettekkel és szekercével végezték ki őket. A katolikus kápolnát lerombolták. A falut 1995. augusztus 6-án a Vihar hadművelettel foglalta vissza a horvát hadsereg. A szerb lakosság többsége elmenekült. 2011-ben 84 lakosa volt.

## Népesség
| Lakosság változása | Lakosság változása | Lakosság változása | Lakosság változása | Lakosság változása | Lakosság változása | Lakosság változása | Lakosság változása | Lakosság változása | Lakosság változása | Lakosság változása | Lakosság változása | Lakosság változása | Lakosság változása | Lakosság változása | Lakosság változása |
| ------------------ | ------------------ | ------------------ | ------------------ | ------------------ | ------------------ | ------------------ | ------------------ | ------------------ | ------------------ | ------------------ | ------------------ | ------------------ | ------------------ | ------------------ | ------------------ |
| 1857               | 1869               | 1880               | 1890               | 1900               | 1910               | 1921               | 1931               | 1948               | 1953               | 1961               | 1971               | 1981               | 1991               | 2001               | 2011               |
| 409                | 350                | 310                | 414                | 475                | 523                | 471                | 484                | 386                | 378                | 381                | 358                | 298                | 274                | 121                | 84                 |

## Nevezetességei
- Pecki várát a zágrábi káptalan építette a falu északi végében, az Utinja-patak feletti sziklás lejtőre, a közeli Klinac és Csuntics váraival egy időben a 16. század közepén. A vár központját képező torony köré védőfalat húztak, mely az ide menekülő lakosság védelmét szolgálta és hasonló célokat szolgált a vár alatti barlang is. A torony falai, mely egykor három emelet magas volt a mai napig is a második emelet magasságáig állnak. Egykor valószínűleg tető is fedte. A toronyba felvonóhídon át lehetett bejutni, ennek nyomai láthatók az első emelet magasságában levő kapu mellett. Valószínű, hogy a torony körül a védőfal mellett egykor faépületek álltak. Amint az az építőkövek durva faragásából is látszik, a vár nagy sietséggel épült. 1563-ban Lenkovics Iván uszkók főkapitány lerombolását javasolta, nehogy a török támaszpontul használhassa. Ez azonban mégsem történhetett meg, mert 1575-ben Ferhat boszniai pasa elfoglalta, őrségének egy része elmenekült, más részét rabságba hurcolták.
- Keresztelő Szent János tiszteletére szentelt kápolnája[4] a 19. században épült, egy régebbi kápolna helyén, melyről 1748-ban már megjegyzik, hogy romos állapotban volt. Az egyhajós, négyszögletes alappal rendelkező, sekély, sokszög (háromoldalú) záródású szentéllyel rendelkező épületet a Pecki településen át vezető út feletti dombra építették. A templom kőből és téglából épült, nyeregtetővel volt borítva. A fő, oromzatos homlokzat tengelyében volt a portál, a körablak és a harangtorony is. 1991-ben a JNA egységei és a szerb szabadcsapatok lerombolták. Újjáépítése megkezdődött. A čuntići plébánia filiája.